# Cardiff City F.C.
Cardiff City Football Club el. Clwb Pêl-droed Dinas Caerdydd er en walisisk fodboldklub fra byen Cardiff, der er optaget i det engelske ligasystem. Klubben spiller i League One og er den eneste ikke-engelske klub, der har vundet FA Cuppen, hvilket den gjorde i 1927. Andre titler i den engelske system er det ikke blevet til, men klubben deltager også i den walisiske pokalturnering, som den har vundet ikke færre end 22 gange, senest i 1993.
Klubben nåede i 1967 semifinalen i UEFA Cuppen (som den havde fået adgang til via en af de utallige sejre i den walisiske pokalturnering).
Forfatteren Roald Dahl var en passioneret fan af Cardiff City.
Klubben har i flere perioder spillede i den bedste engelske række, 1921–29, 1952–57 og 1960–62. I 2009/10 og 2011/12 tabte Cardiff play-off finale om oprykning til Premier League. I sæsonen 2012/13 vandt holdet The Championship foran Hull City og sikrede sig direkte oprykning.
Mellem 1985 og 2003 spillede Cardiff City i den tredje og fjerde bedste række, i 2003 vandt holdet playoff-finalen mod Queens Park Rangers F.C. og rykkede op i 1. division, den anden bedste række.
I 2007 hentede Cardiff City to tidligere topangribere, nemlig den tidligere Chelsea FC-spiller Jimmy Floyd Hasselbaink og den tidligere Liverpool FC-spiller Robbie Fowler. Satsningen gav ikke den store succes i ligaen men i FA-cuppen nåede holdet semifanalen for første gang i 81 år.

## Spillere
Oversigten er opdateret til og med 13. maj 2025
| Nr. | Land       | Position | Spiller          |
| --- | ---------- | -------- | ---------------- |
| 1   | USA        | MM       | Ethan Horvath    |
| 2   | England    | FO       | Will Fish        |
| 4   | Grækenland | FO       | Dimitrios Goutas |
| 5   | Norge      | FO       | Jesper Daland    |
| 8   | England    | MI       | Joe Ralls        |
| 14  | Skotland   | MI       | David Turnbull   |
| 15  | Norge      | MI       | Sivert Mannsverk |
| 16  | England    | AN       | Chris Willock    |
| 12  | England    | FO       | Calum Chambers   |

| Nr. | Land       | Position | Spiller         |
| --- | ---------- | -------- | --------------- |
| 18  | Australien | MI       | Alex Robertson  |
| 21  | England    | MM       | Jak Alnwick     |
| 23  | Irland     | MI       | Joel Bagan      |
| 17  | Nigeria    | FO       | Jamilu Collins  |
| 27  | Wales      | MI       | Rubin Colwill   |
| 29  | England    | MI       | Will Alves      |
| 31  | Kroatien   | AN       | Roko Simic      |
| 11  | Irland     | MI       | Callum O'Dowda  |
| 10  | Wales      | MI       | Aaron Ramsey    |
| 41  | Wales      | MM       | Matthew Turner  |
| 45  | Wales      | MI       | Cian Ashford    |
| 47  | Irland     | AN       | Callum Robinson |
| 35  | Zimbabwe   | MI       | Andy Rinomhota  |
| 38  | England    | FO       | Perry Ng        |
| 39  | Wales      | AN       | Isaak Davies    |
| 22  | Danmark    | AN       | Yousef Salech   |
| 32  | England    | AN       | Ollie Tanner    |
| 20  | Holland    | AN       | Anwar El Ghazi  |

### Udlejet
| Nr. | Land  | Position | Spiller                   |
| --- | ----- | -------- | ------------------------- |
| 31  | Wales | AN       | Mark Harris (Til Wrexham) |